# Epizoanthus papillosus
Epizoanthus papillosus is een Zoanthideasoort uit de familie van de Epizoanthidae. De wetenschappelijke naam van de soort is voor het eerst geldig gepubliceerd in 1842 door Johnston.